# Wranglers de l'Arizona
Les Wranglers de l'Arizona (en anglais : Arizona Wranglers) étaient une franchise professionnelle de football américain basée à Phoenix qui évolua en United States Football League entre 1983 et 1984. Cette formation évoluait au Sun Devil Stadium (70 030 places). Après avoir disputé la finale du championnat 1984, la franchise fusionne avec les Outlaws de l'Oklahoma pour créer les Outlaws de l'Arizona.

## Saison par saison
| Saison | Vic. | Déf. | Nuls | classement      | en play-offs |
| ------ | ---- | ---- | ---- | --------------- | ------------ |
| 1983   | 4    | 14   | 0    | USFL 4e Pacific | --           |
| 1984   | 10   | 8    | 0    | USFL 2e Pacific | finaliste    |